# Dítě Ježíš

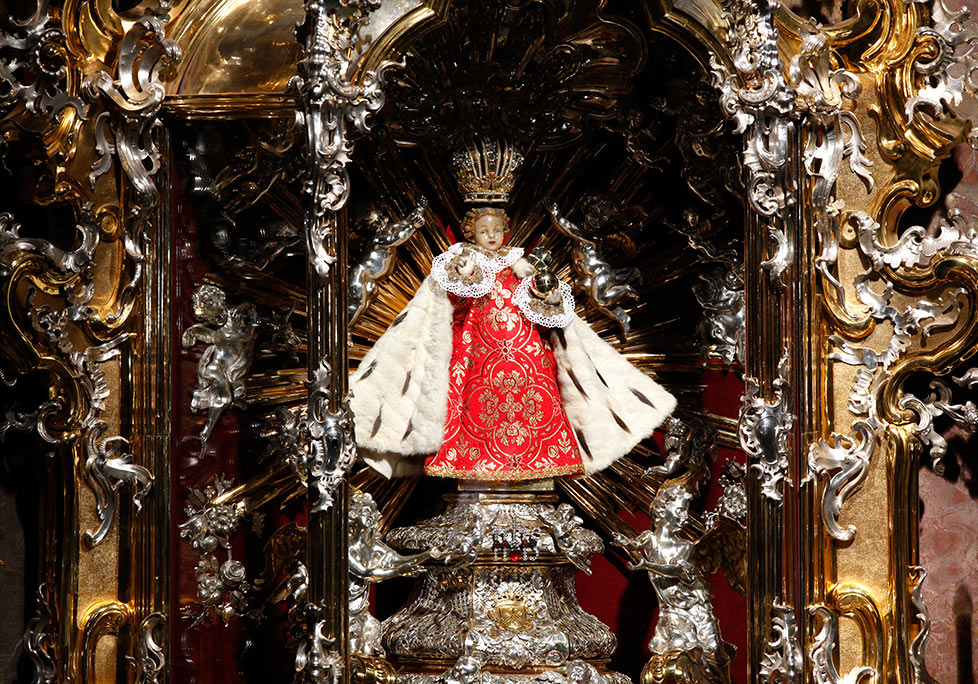
Slavná soška Pražského Jezulátka, kterou v roce 1628 darovala kněžna Polyxena z Lobkovic bosým karmelitánům

Dítě Ježíš, v různých zemích známé také jako Božské dítě, Jezulátko, Ježíšek, Božské děťátko, Dítě Kristus, Svaté dítě, ve španělsky mluvících zemích Divino Niño či Santo Niño, označuje Ježíše Krista od jeho narození do 12 let.
Ve čtyřech kanonických evangeliích, která dnes většina křesťanů uznává, chybí jakékoli vyprávění o období mezi Ježíšovým dětstvím a nalezením v chrámu, když mu bylo 12 let.

## Liturgické oslavy

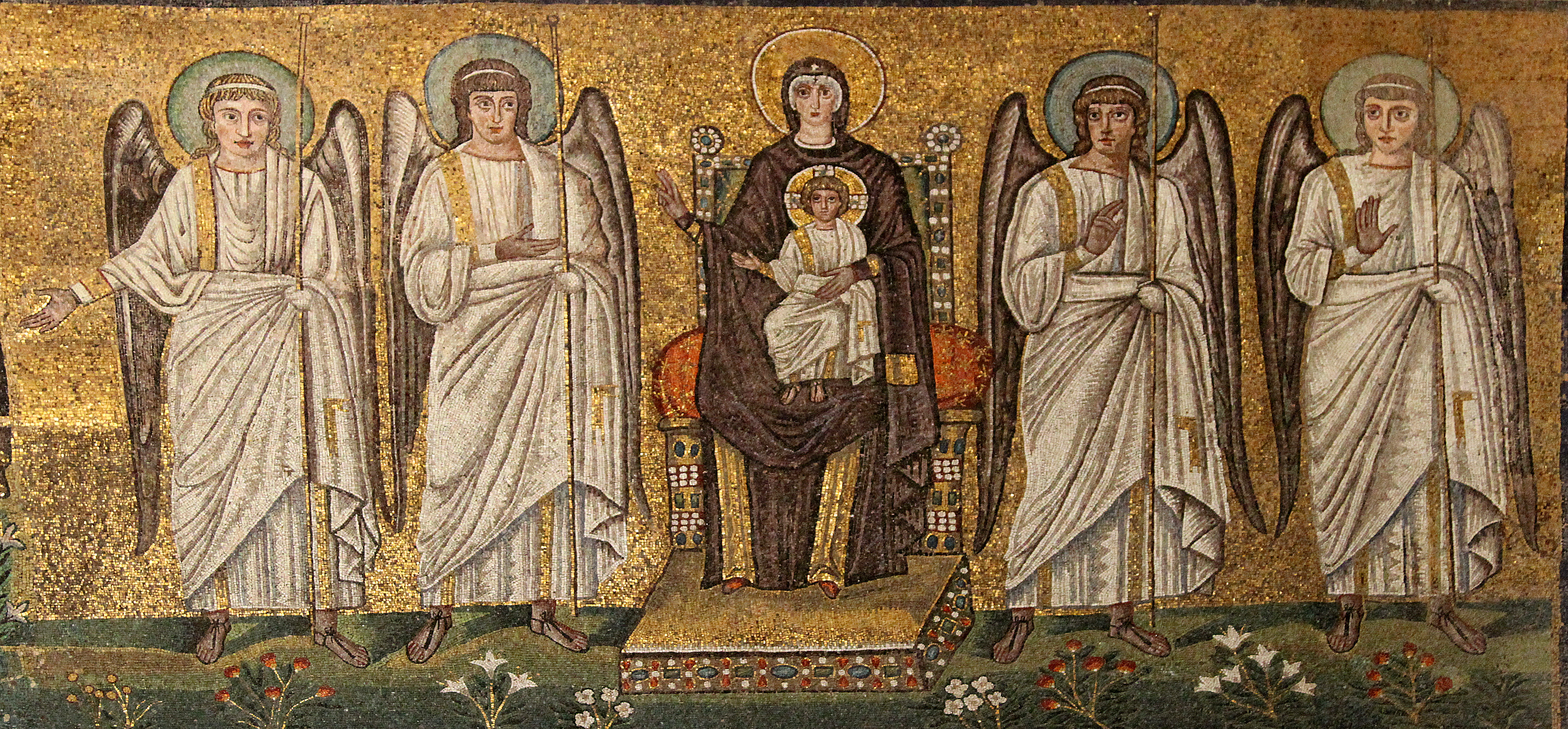
Sant'Apollinare Nuovo, Ravenna, mozaika Matky Boží s Dítětem na trůně, obklopená čtyřmi anděly

K liturgickým oslavám Kristova dětství a mládí patří:
- Narození Ježíše Krista (Vánoce) (25. prosince);
- Obřezání Krista (slavnost Panny Marie, Matky Boží) (1. ledna – pravoslavná církev, mimořádná forma římského ritu);
- Nejsvětější jméno Ježíš (3. ledna – římský ritus; ostatní – různě);
- Zjevení Páně (Tři králové) (6. leden nebo 19. leden podle gregoriánského ekvivalentu juliánského kalendáře)
- Uvedení Páně do chrámu (Hromnice) (2. února)

## Zobrazení v umění

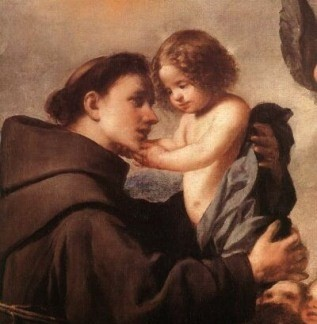
Svatý Antonín Paduánský se klaní dítěti. Olej na plátně, 1622, Antonio de Pereda.

Přibližně od 3. nebo 4. století je dítě Ježíš často zobrazováno na malbách a sochách. Nejčastěji se jedná o výjevy zachycující narození Ježíše ve společné scéně s jeho matkou Marií a jejím mužem Josefem.
Vyobrazení dítěte s Pannou Marií, známé jako Madona s dítětem, patří k ikonografickým typům ve východní i západní tradici. Časté jsou i další výjevy z doby, kdy byl Ježíš ještě miminkem, jeho obřízka, uvedení do chrámu, klanění mudrců a útěk do Egypta. Výjevy zobrazující jeho dospívání jsou vzácnější, ale nejsou neznámé.
Svatý Josef, Antonín Paduánský a svatý Kryštof jsou často zobrazováni s dítětem. Křesťanské mystičky svatá Terezie z Ávily, svatá Terezie z Lisieux a ctitelé Divina Niña, jako například matka Angelika a otec Giovanni Rizzo, tvrdí, že měli zjevení Ježíše jako batolete.

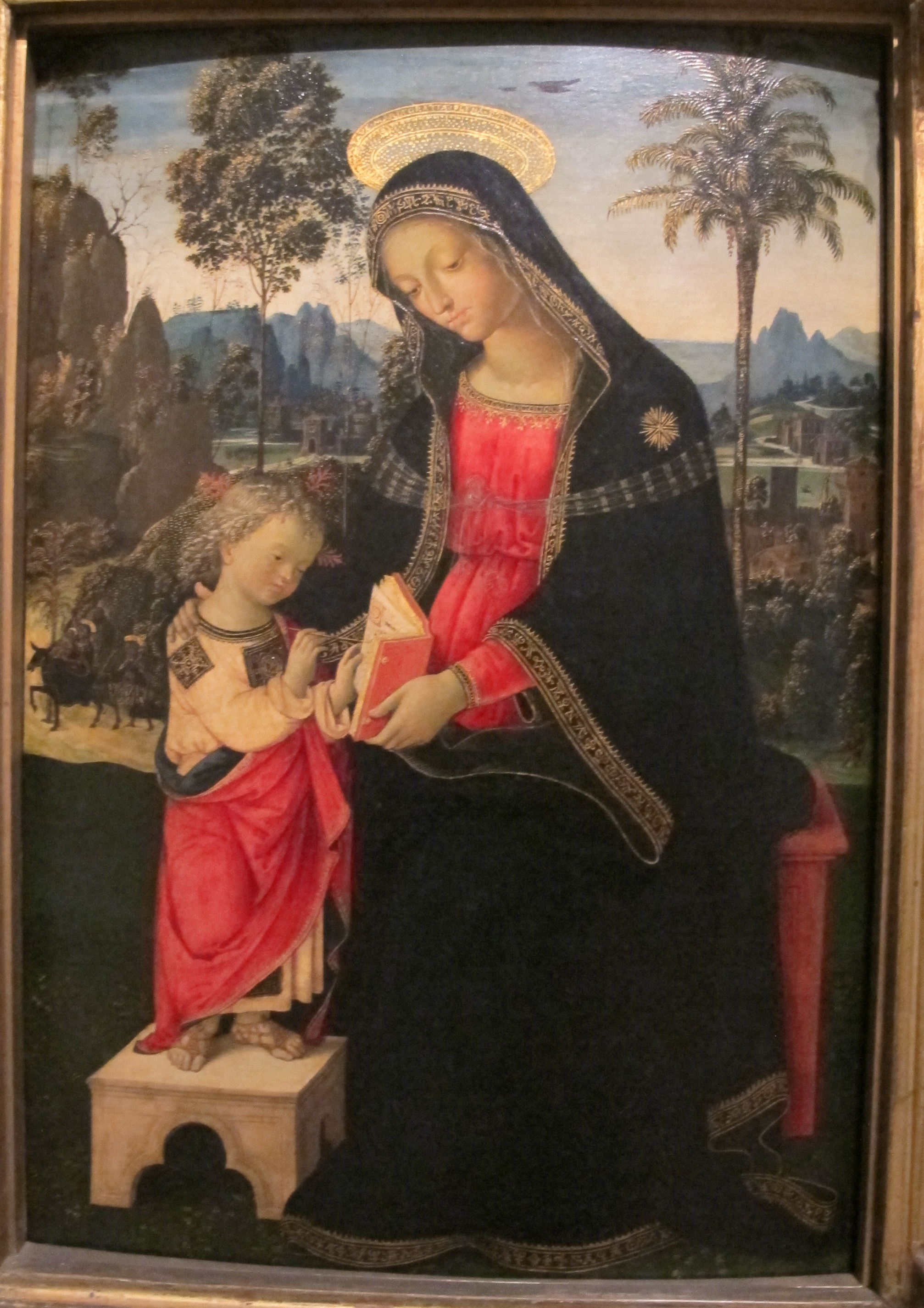
Madona s Ježíškem píšícím, Pinturicchio, kolem roku 1500

### V období středověku
Dítě Ježíš bylo oblíbeným námětem evropského řezbářství od roku 1300.
Dítě Ježíš bylo ve Španělsku známé pod názvem montañesino podle sochaře santero Juana Martíneze Montañése, který tento styl započal. Tyto ikony Dítěte Ježíše byly často napózovány ve stylu contrapposto, v němž se postavení kolen odráželo v opačném směru, podobně jako na antických vyobrazeních římských císařů.
Obrazy byly velmi oblíbené mezi španělskou a portugalskou šlechtou. Koloniální obrazy dítěte Krista také začaly nosit roucha, což je zbožná praxe, kterou rozvinula kultura santero v pozdějších koloniálních letech, a nesly vyobrazení držící královské jablko (globus cruciger), ptáka symbolizujícího duši nebo Ducha svatého, nebo různé atributy související s jeho lokalitou nebo regionem.
Symbolika dítěte Ježíše v umění dosáhla svého vrcholu v období renesance. Svatá rodina byla ústředním tématem děl Leonarda da Vinciho a mnoha dalších mistrů.

## Apokryfy
Některé biblické apokryfy obsahují evangelia o dětství, která popisují Ježíšovo narození a raný život. Ty jsou někdy líčeny. Tyto příběhy měly ukázat Ježíše jako člověka s mimořádným nadáním moci a vědění, a to již od útlého věku. V jednom z běžných příběhů mladý Ježíš oživuje vrabce z hlíny patřící jeho kamarádům na hraní. Když je za to, že to vykonal v sobotu napomenut, stejně jako v pozdějším životě, donutí ptáky odletět.

## Zbožné zobrazení
Další informace: Ježíšek z Mechelenu
Papež korunoval několik historicky významných zpodobnění Dítěte Ježíše, a to Bambino Gesu z Arenzana a Santo Bambino z Aracoeli (obě v Itálii), Pražské Jezulátko (Česká republika) a Santo Niño de Cebú (Filipíny).
V 17. století francouzští karmelitáni propagovali uctívání „Malého krále z Beaune“ a koncem 19. století se ve španělském Madridu rozvinula úcta ke „Svatému dítěti z Remedy“.

## Hudba

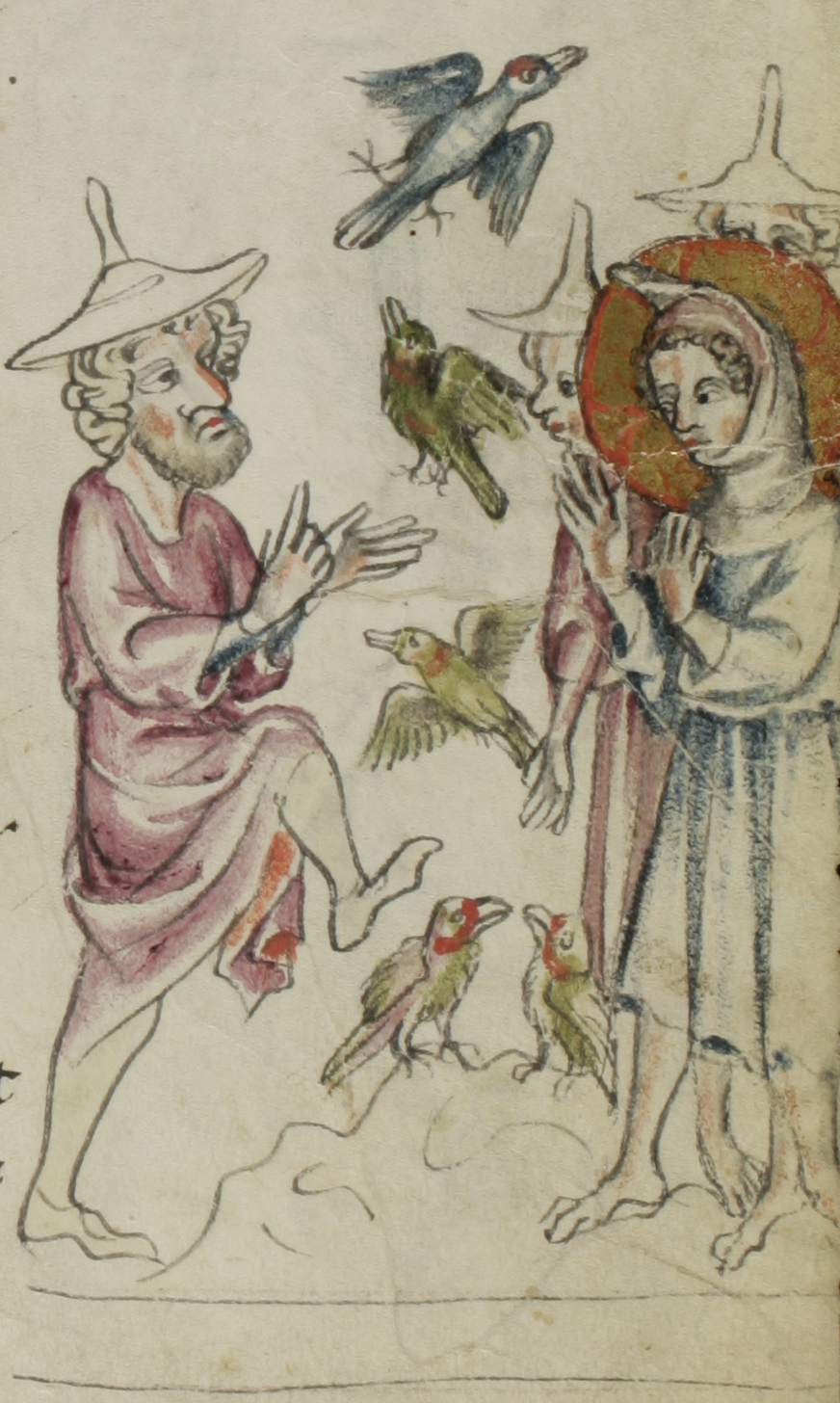
Ježíšek (vpravo) oživuje hliněné hračky ptáčků svých kamarádů. Klosterneuburger Evangelienwerk, Germánie, 14. století

Tàladh Chrìosda („Ukolébavka pro Ježíška“) je skotská koleda z Moidartu ve Skotsku. Katolický kněz otec Ranald Rankin ji napsal pro půlnoční mši kolem roku 1855. Původně napsal 29 veršů ve skotské gaelštině, ale populární anglický překlad se omezuje na pět. Melodie Cumha Mhic Arois (nářek pro Mac Àrois) pochází z Hebrid a zpívala se jako ochranná modlitba pro rybáře na moři. Rytmus odráží rytmus příboje. Na Hebridách se zpívá o půlnoční mši na Štědrý den.

## Arcibratrstvo svatého Dítěte
V roce 1636 založila karmelitánka Markéta od Nejsvětějšího Svátosti (Markéta Perigot) v Beaune ve Francii Sdružení Dítěte Ježíše ke cti božského Dítěte. Později biskup z Autunu kanonicky založil Bratrstvo svatého Dítěte. V roce 1639 byla na Karmelu v Beaune postavena kaple zasvěcená Dítěti Ježíši. Gaston Jean Baptiste de Renty daroval sošku, která se začala označovat jako „Malý král milosti“.
Poté představil sestře Markétě Jeana-Jacquese Oliera, zakladatele sulpiciánů. Olier pak založil úctu ke Svatému Dítěti v Saint-Sulpice v Paříži. François Fénelon, který byl tehdy knězem v Saint-Sulpice, složil litanie k Dítěti Ježíši. Papež Alexandr VII. schválil bratrstvo v lednu 1661; Pius IX. jej v roce 1855 prohlásil za arcibratrstvo.

## Společnost Krista Dítěte
Společnost Christ Child Society založila v roce 1885 ve Washingtonu Mary Virginia Merricková jako malou humanitární organizaci na pomoc místním znevýhodněným dětem. Další pobočky byly založeny v dalších městech.

## Galerie

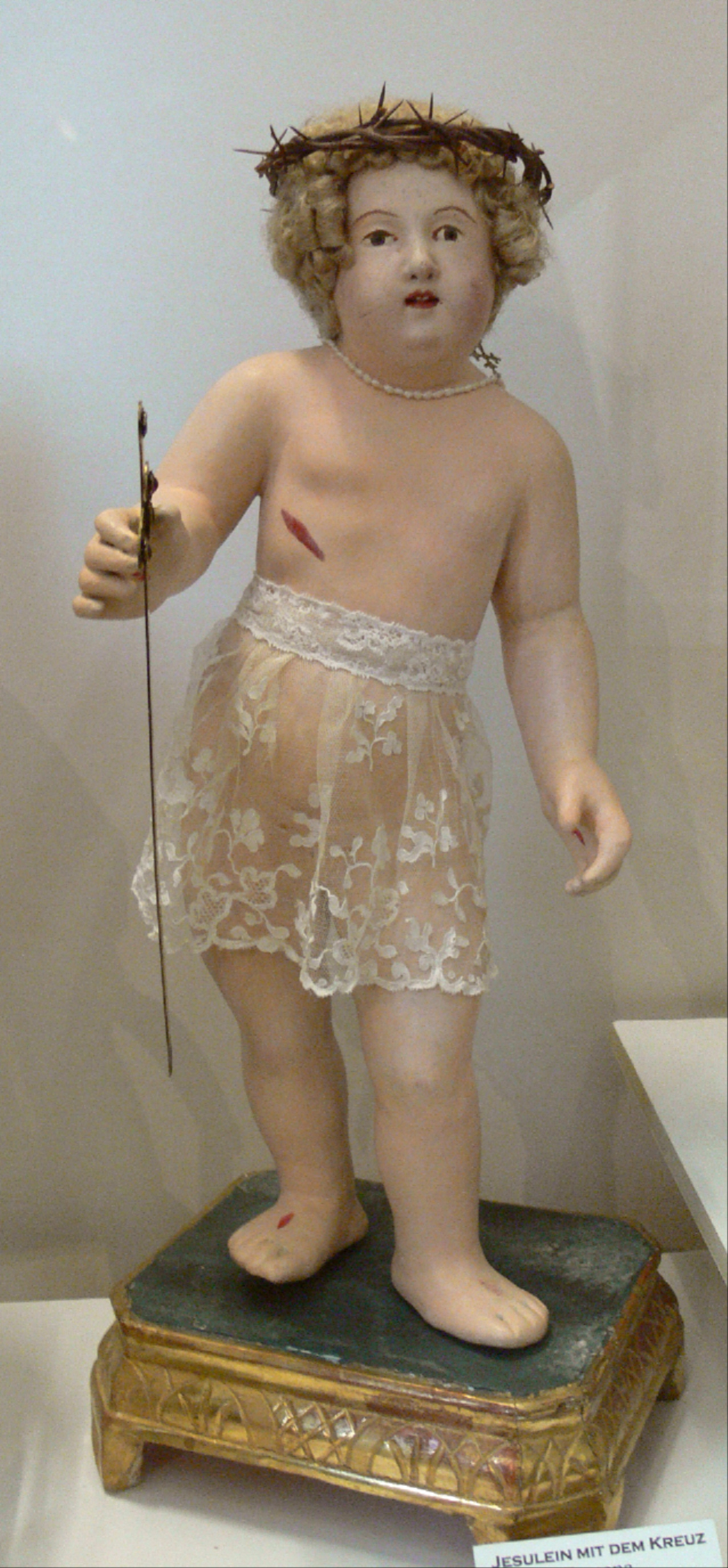
Dítě Ježíš představující utrpení Ježíše Krista, kolem roku 1820, Weingarten
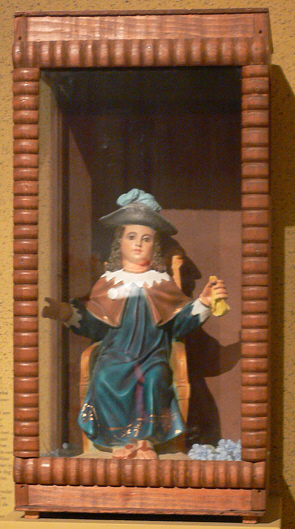
Svaté Dítě z Atochy, Mexiko
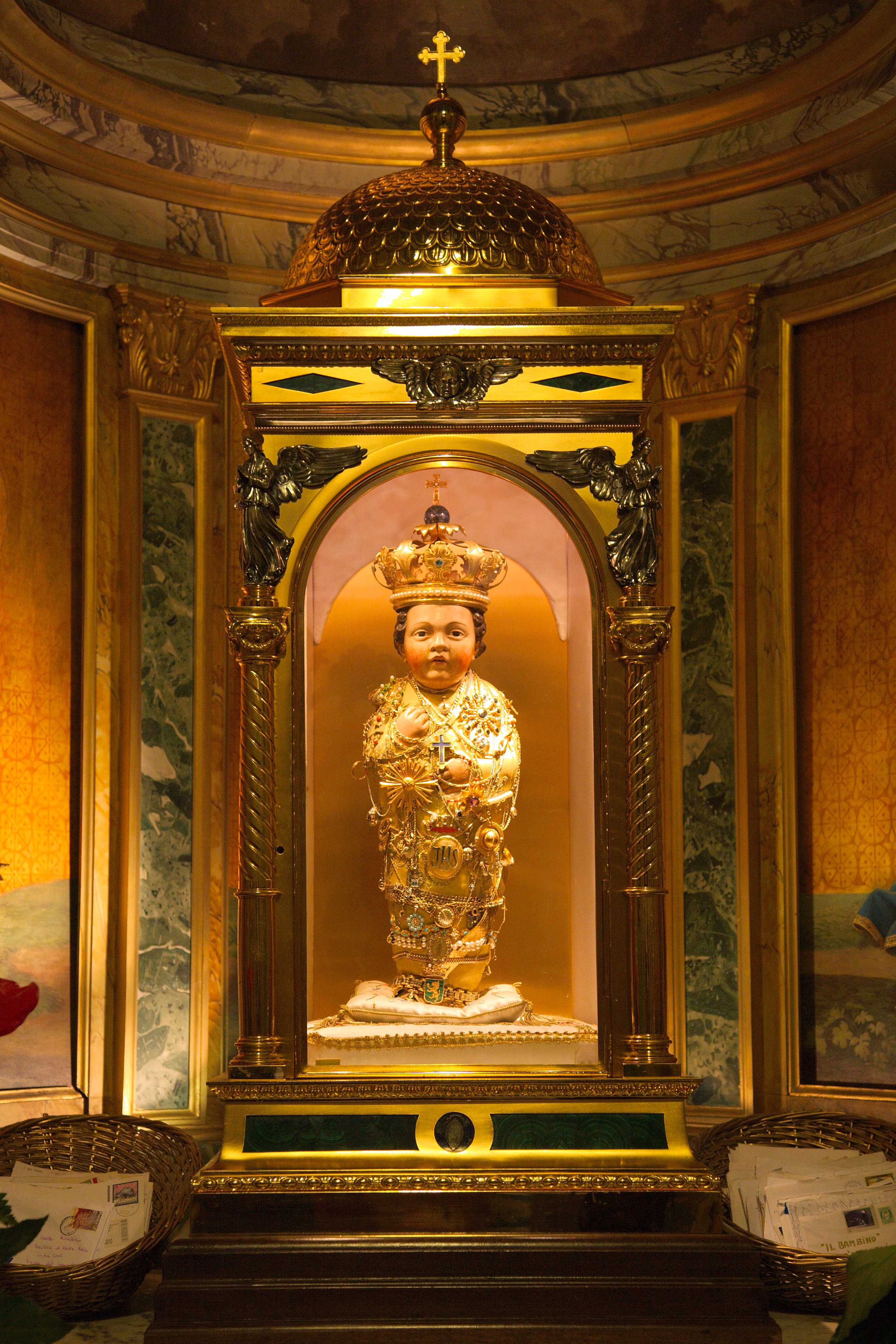
Santo Bambino z Aracoeli, Řím
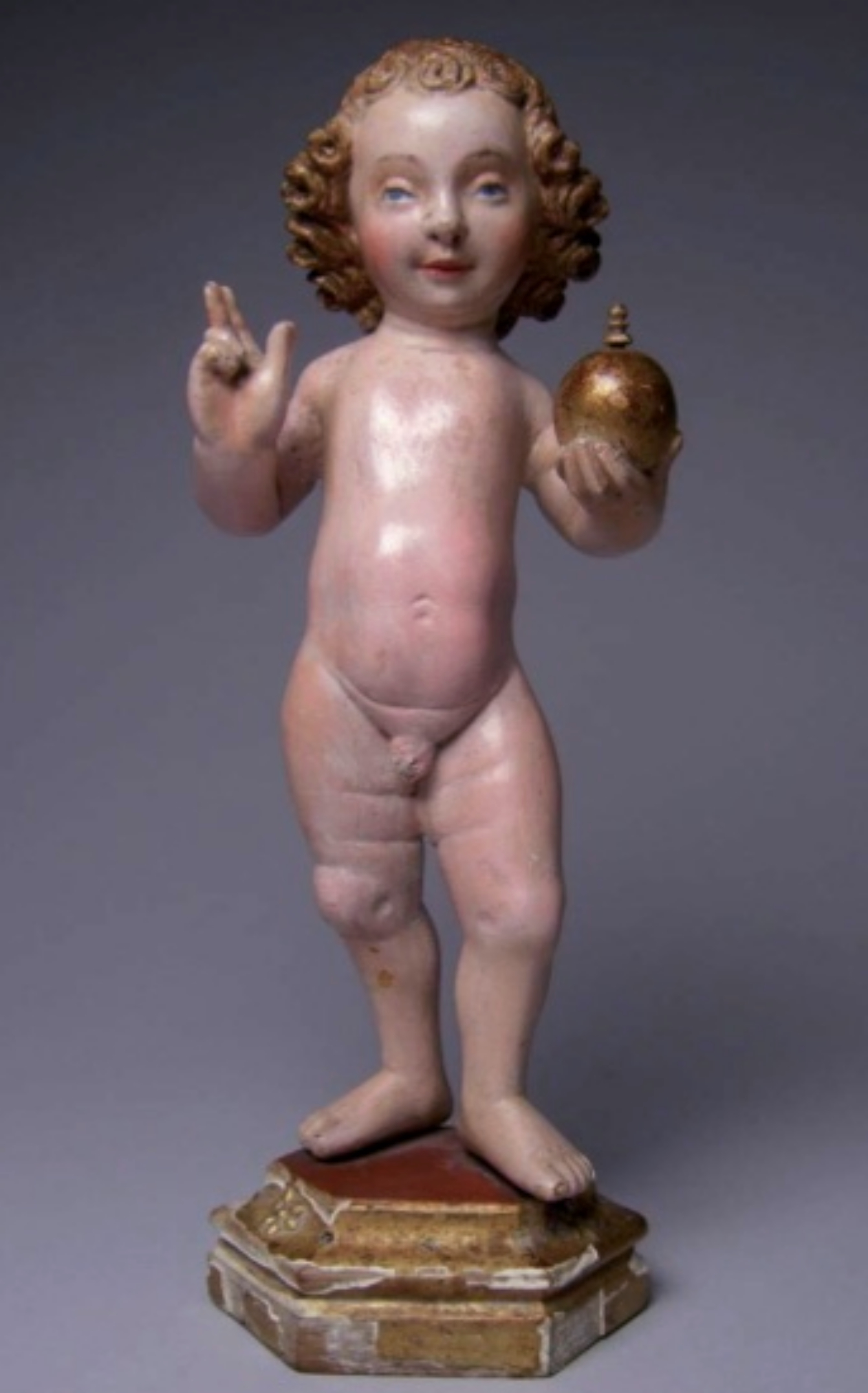
Dítě Ježíš z Mechelenu, Louvre
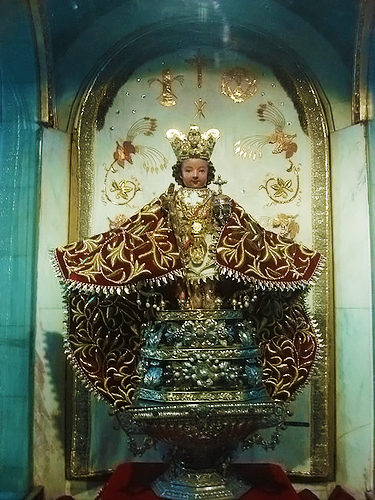
Santo Niño de Cebu, Filipíny